# Paul Graf
Pour les articles homonymes, voir Graf.
Paul Edmund Graf, né le 13 mars 1866 à Stockholm et mort le 28 septembre 1903 à Enköping, est un artiste peintre suédois. Il est le fils du consul général portugais William Graf et de Francisca Catarina von Scriba.

## Biographie

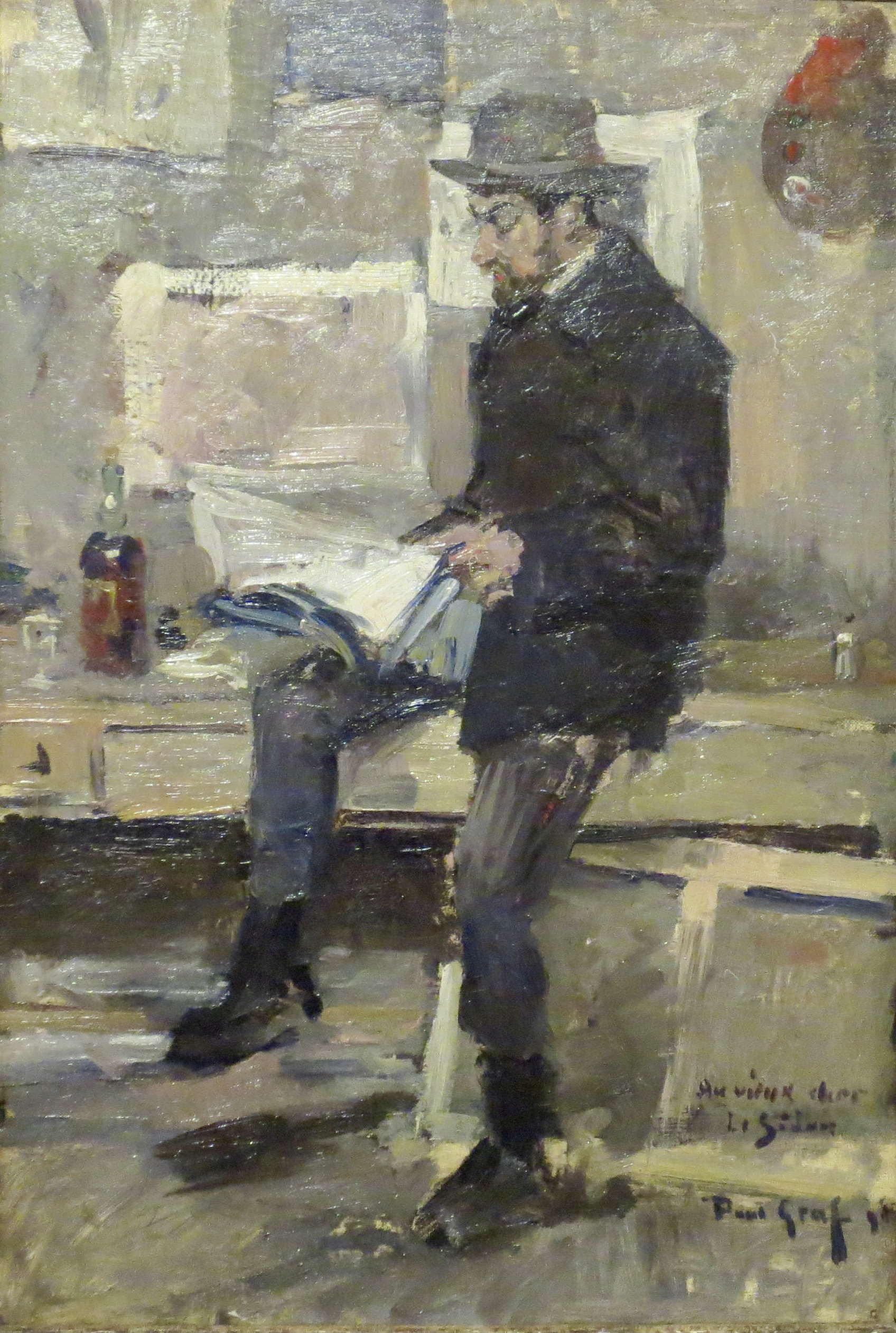
Henri Le Sidaner par Paul Graf, 1891.

Paul Graf commence ses études d'art à l'Académie royale suédoise des Beaux-Arts de Stockholm de 1885 à 1886, après quoi il travaille pendant une courte période la gravure avec Axel Tallberg. Après ses études, de 1886 à 1895, il entreprend plusieurs voyages d'études en Allemagne, en France, en Afrique du Nord et en Amérique. Pendant son séjour en France, de 1885 à 1891, il étudie avec Léon Bonnat à l'École des Beaux-Arts de Paris.
On trouve ses œuvres au musée national de Stockholm avec le tableau Snölandskap, au musée des Beaux-Arts de Göteborg avec le tableau Månskensnatt, au Karlshamns museum (sv) avec le portrait de Wilhelm Smith, au musée de Skagen au Danemark, au Norrköping Art Museum, et dans le musée français des collections d'art de l'État. Le musée du Touquet-Paris-Plage possède une de ses œuvres : Portrait d'Henri Le Sidaner, réalisé en 1891, qu'Henri Le Sidaner donna au musée en 1937.